# Jordens magnetfelt
Jordens magnetfelt er et magnetfelt, som har sydpol et stykke fra jordens geografiske nordpol – og som har nordpol et stykke fra jordens geografiske sydpol. Det er grunden til, at et kompas' nordpol nålende peger mod den magnetiske sydpol et stykke fra den geografiske "nordpol" – og at en kompasnåls sydpol peger mod den magnetiske nordpol et stykke fra den geografiske "sydpol".
Det vides ikke hvordan jordens magnetfelt dannes, men en af teorierne er at den skyldes bevægelse af smeltet elektrisk ledende stoffer indeni jorden.

## Magnetfeltets vekselvirkning med solvinden
Jordens magnetfelt beskytter os mod elektrisk ladede partikler fra rummet. Hvis jorden ikke var omgivet af et magnetfelt og en atmosfære, ville partikelstråling fra rummet og solen i højere grad ramme os.
Langt de fleste ladede partikler som rammer jordens atmosfære, gør det i det ringformede områder med ringcenter typisk 15–25° fra jordens magnetiske poler. (ikke jordens geografiske poler). Se illustrationerne. De ladede partikler kommer mest fra Van Allen-bælterne, når de slår ned i atmosfæren og bl.a. laver polarlys (fællesnavn for nordlys og sydlys). Grunden til at de ladede partikler mest kommer fra Van Allen-bælterne, skyldes Jordens magnetfelts afbøjning af de ladede partikler, hvoraf langt de fleste kommer fra solen via solvinden. I Van Allen-bælterne spiralerer de ladede partikler fra pol til pol.

## Historisk
I 2024 blev det via en gammel sedimentær bjergart; båndet jernformation i Grønland, opdaget af forskere ved University of Oxford og MIT, at jordens magnetfelt har været stærk fra i hvert fald 3,7 milliarder år siden. Jordens magnetfelt har derfor også dengang kunnet beskytte liv mod solvinden, soludbrud og kosmisk stråling.

### Jordens polskiftninger
Jordens magnetiske poler bytter plads (magnetisk reversering eller polskifte) med et tidsmæssigt interval på nogle hundrede tusinde år. Sidst det skete var for 720.000 år siden, hvilket er en forholdsvis lang periode set i forhold til dem, der indtraf tidligere, og som oftest har ligget på gennemsnitligt cirka 250.000 år.
Når dette sker, kan man opleve polarlys overalt på kloden, afhængigt af hvor de magnetiske poler befinder sig. 
Man regner med, at en magnetisk reversering sker (fra begyndelse indtil den er fuldført) på omkring 1000 år.
De magnetiske polers hastige bevægelse sammenholdt med magnetfeltets hurtige svækkelse netop i disse år har fået en del forskere til at spekulere på, om en magnetisk reversering er nært forestående, og at en sådan måske vil finde sted i løbet af 100 til 1.200 år. Men ikke alle forskere er enige. Jordens magnetiske poler har altid bevæget sig, og styrken har altid varieret, uden at en magnetisk reversering altid har været resultatet.
Magnetisk reversering sker i perioder, hvor Jordens magnetfelt er meget svagt, hvilket vil sige kun nogle få procent af middelstyrken. I disse perioder vil uv-, beta-, alpha- og gamma-stråler lettere trænge igennem magnetosfæren. Dette vil medføre, at hyppigheden af kræft vil være stigende.
Årsagen til en magnetisk reversering eller polernes (feltets) bevægelse er ukendt og spekulationerne mange.
I øvrigt er kendetegnene for en magnetisk svag periode også, at der opstår 2 magnetiske nord- og sydpoler, og noget tyder ligefrem på, at der kan opstå 4 af hver slags. Man kan sige, at Jordens magnetfelt gennemgår perioder, hvor det nærmest helt opløses/udviskes. Årsagen til dette er også ukendt. Der arbejdes i disse år heftigt på at forstå de mange uforståede sammenhænge herunder også årsagen til den store magnetosfære anomali (den sydatlantiske anomali) og årsagen til de mange skorpe anomalier fx en af Jordens største, der befinder sig i det centrale Afrika. 
Hertil kommer så et tydeligt men uforklarligt sammenfald mellem på den ene side Jordens magnetiske styrkevariation, og på den anden side Jordens globale temperaturvariation. Den magnetiske kurve følger langsomt (tungt) temperaturkurven. Dette sammenfald ses tydeligt på en kurve, der strækker sig navnlig over de sidste 100.000 år. Heller ikke dette er det indtil nu lykkedes at sammenkæde på en måde, der giver mening. 
Dog er det nævneværdigt, at ny dansk forskning (ledet af den danske forsker Henrik Svensmark) viser, at solvindens intensitet med god ret kan mistænkes for at være årsag til den globale temperaturvariation. Samtidig ved vi, at solvinden (solstorme) også periodevis har potentialet til at øge Jordens magnetiske styrke. Dog har disse magnetiske ’bidrag’ (i det korte tidsrum, satellitmålinger har fundet sted) ikke været af permanent karakter. 
Ud over solvindens intensitetsvariation er der så langt ingen andre tænkelige årsager, der blot hypotetisk har kunnet sandsynliggøre årsagen til dette hidtil uforståelige sammenfald. Vi står derfor samlet set over for et noget kaotisk og usammenhængende årsag-virkning-billede.
Det sidste nye på hele denne front er, at de bevægelser, man mener sker i Jordens indre, ser ud til at ske langt hurtigere end hidtil antaget. Dette bygger på data fra 9 års målinger fra HC Ørsted satellitten, som viser at forholdsvis store lokale områders magnetfelts variation sker forbavsende hurtigt.

## Satellit-missionen Swarm
DTU Space står i spidsen for et internationalt samarbejde omkring satellit-missionen Swarm. Dette er en konstellation af 3 satellitter, som det europæiske rumagentur, ESA, opsender i 2009. Det sker for at få et præcist billede over magnetfeltet, fordi man derved bedre kan skille bidragene fra kilderne (geodynamoen, skorpen, magnetosfæren og ionosfæren) fra hinanden. Det kan man gøre, hvis man måler magnetfeltet samtidigt fra flere forskellige steder i rummet med en ”sværm” (swarm) af satellitter. Undersøgelser har vist, at det optimale resultat opnås med en konstellation af tre satellitter. To af dem (Swarm A og B) skal flyve ved siden af hinanden med en afstand på mindre end 150 km, mens den tredje satellit (Swarm C) skal flyve i en højere bane.

## Ørsted-satellitten
Ørsted-satellitten er den første danske satellit. Den er på størrelse med en ølkasse og vejer kun 62 kg. Ørsted skal måle jordens magnetfelt så nøjagtigt som aldrig før.
Ørsted er sendt op med en amerikansk raket. Det har ikke kostet danskerne noget. Amerikanerne får til gengæld adgang til satellittens målinger.